# Hazofe
Hazofe (em hebraico: o observador) é um jornal cotidiano israelense na língua hebraica. O jornal identifica-se com a ideologia direita-religiosa-nacional da política israelense. 

## Ligação externa
- Site do jornal Hazofe
- Hazofe